# Архила, Фернандо
Ферна́ндо Архи́ла Пацца́лья (исп. Fernando Argila Pazzaglia; 26 декабря 1920, Барселона — 8 января 2015) — испанский футболист и футбольный тренер, играл на позиции вратаря.

## Биография

### Игровая карьера
Архила начинал карьеру в «Барселоне», за которую играл четыре сезона, но из-за конкуренции с основными вратарями Хуаном Хосе Ногесом и Луисом Миро, был резервным голкипером. В составе «сине-гранатовых» Архила в 1942 году завоевал Кубок Испании. Всего за эту команду он сыграл 22 матча во всех турнирах.
В 1944 году Аргила стал игроком клуба «Реал Овьедо», в котором прошла последующая его игровая карьера. В составе «Овьедо» Архила сыграл 12 сезонов, а в сезоне 1951/52 играл на правах аренды в «Атлетико Мадрид».

### Тренерская карьера
Завершив карьеру игрока, Архила работал главным тренером ряда футбольных клубов Испании, среди которых были «Овьедо», «Гранада» и «Кордова», а также работал в Португалии, где возглавлял лиссабонский «Спортинг».

### Смерть
Скончался 8 января 2015 года в возрасте 94 лет.

## Достижения
«Барселона»
- Обладатель Кубка Испании (1): 1942